# Wish I Could Fly
Wish I Could Fly ist ein Lied der schwedischen Band Roxette. Es wurde am 23. März 1999
als erste Single aus ihrem sechsten Studioalbum Have a Nice Day veröffentlicht. Das Lied wurde von Per Gessle geschrieben. Wish I Could Fly wurde zum Radiohit und somit das meistgespielte Lied in Europa im Jahr 1999. Eine spanische Version des Liedes mit dem Titel Quisiera Volar war auf der südamerikanischen Veröffentlichung des Albums enthalten.

## Chartplatzierungen
| ChartsChartplatzierungen     | Höchstplatzierung | Wochen |
| ---------------------------- | ----------------- | ------ |
| Deutschland (GfK)            | 26 (9 Wo.)        | 9      |
| Österreich (Ö3)              | 11 (11 Wo.)       | 11     |
| Schweden (GLF)               | 4 (10 Wo.)        | 10     |
| Schweiz (IFPI)               | 12 (12 Wo.)       | 12     |
| Vereinigtes Königreich (OCC) | 11 (7 Wo.)        | 7      |

## Auszeichnungen für Musikverkäufe
| Land/Region     | Auszeichnungen für Musikverkäufe (Land/Region, Auszeichnung, Verkäufe) | Verkäufe |
| --------------- | ---------------------------------------------------------------------- | -------- |
| Schweden (IFPI) | Gold                                                                   | 15.000   |
| Insgesamt       | 1× Gold ·                                                              | 15.000   |

Hauptartikel: Roxette/Auszeichnungen für Musikverkäufe